# Consuelo Martínez-Correcher y Gil
Consuelo (Chola) Martínez-Correcher y Gil (Madrid, 1930) es una paisajista española, Medalla de oro al Mérito en las Bellas Artes en 2017.

## Trayectoria
Realizó estudios de diseño y decoración de interiores en IADE, Escuela de Diseño, donde posteriormente fue profesora. Realizó también estudios en la  Escuela de Jardinería y Paisajismo del Castillo de Batres, donde terminó en 1976 y fue profesora titular de Historia del Arte del Jardín.
Inició a mediados de 1970 su trayectoria profesional como experta en jardines históricos con su participación en los trabajos de restauración del Real Jardín Botánico de Madrid. Desde esa fecha ha trabajado en órganos directivos de instituciones para la conservación del Patrimonio jardinero Español.
Como interiorista colaboró con el arquitecto y ceramista  Miguel Durán-Loriga, con quien contrajo matrimonio en 1957, en el proyecto de La Ciudad de los Niños en la Casa de Campo de Madrid, y en el diseño completo de los exteriores y cerámicas del Hotel Huerto del Cura, en el huerto del mismo nombre, inaugurado en 1972, y proyectado como una intervención de baja altura, integrada en el jardín del Palmeral Histórico de Elche. El palmeral fue declarado más tarde, en el año 2000, Patrimonio de la Humanidad por la UNESCO.
Es autora del texto del libro (con fotografías de Michael George) The Gardens of Spain, 1993, Harry N. Abrams, N .Y.  También traducido al alemán como Spanische Gärten, publicado por Deutsche Verlags- Anstalt - Stuttgart 1997.
Del período de 1982 a 2021 constan artículos de investigación sobre jardinería histórica en trabajos individuales y colectivos, sobre los jardines del Patrimonio Nacional como los Jardines de Aranjuez, San Lorenzo de El Escorial o la Casa de campo de Felipe II. En ellos defiende, además del propio valor del jardín en sí mismo, la importancia de su relación con las moradas, palacios o espacios como un completo patrimonio cultural. Ha realizado estudios para la restauración de jardines por toda España, como el Carmen de los Mártires en Granada, el Pazo de Oca en La Estrada (Pontevedra), el jardín neoclásico de Boadilla del Monte, el Real Alcázar de Sevilla o el Monasterio de Yuste en Cáceres. Martínez Correcher ha estudiado también la jardinería en relación con otros temas específicos relacionados, como la música y jardines, los Jardines de Sevilla y otros.
En su interés por el espacio natural, colabora y está presente en instituciones y plataformas que lo defienden, como la Plataforma de defensa de El Bosque de Béjar, la Sociedad de Amigos del Real Jardín Botánico, el Instituto de Estudios de Jardinería y Arte Paisajista, Hispania Nostra, o el Gabinete de Jardines de la Asociación Casas Históricas Españolas.
En la difusión por los temas de su interés participa con publicaciones en los ámbitos académicos y los más periodísticos: ha colaborado con la TV en el Canal de Extremadura, describiendo el casco histórico de Trujillo y el Castillo de la Arguijuela a través de la percepción, la composción y la resturación del jardín, más allá de la técnica restauradora.

## Reconocimientos
Fue galardonada con la Medalla de oro al Mérito en las Bellas Artes en 2017.
Ha recibido el Premio para la conservación de la naturaleza y del patrimonio histórico 1984 - Proyectos de urbanísticos- organizado por la Conservation Fondation por el Proyecto para la Restauración de Carmen de los Mártires de la Alhambra de Granada. Ayuntamiento de Granada